# جمعية التاريخ والحوسبة
 جمعية التاريخ و الحوسبة (AHC) هي منظمة مكرسة لاستخدام أجهزة الحاسوب في البحث التاريخي، وذلك بهدف تعزيز استخدام أجهزة الحاسوب في جميع أنواع الدراسات التاريخية، سواء في التدريس أو البحث. تم اقتراحه في الأصل في مؤتمر عقد في كلية ويستفيلد في جامعة لندن، في مارس 1986 تأسست خلال مؤتمر ثان في نفس الموقع بعد عام في مارس 1987. تشرف الرابطة على مجلة التاريخ والحوسبة التي تنشرها مطبعة جامعة إدنبرة. 